# Adolf-Kolping-Straße 4 (Korschenbroich)

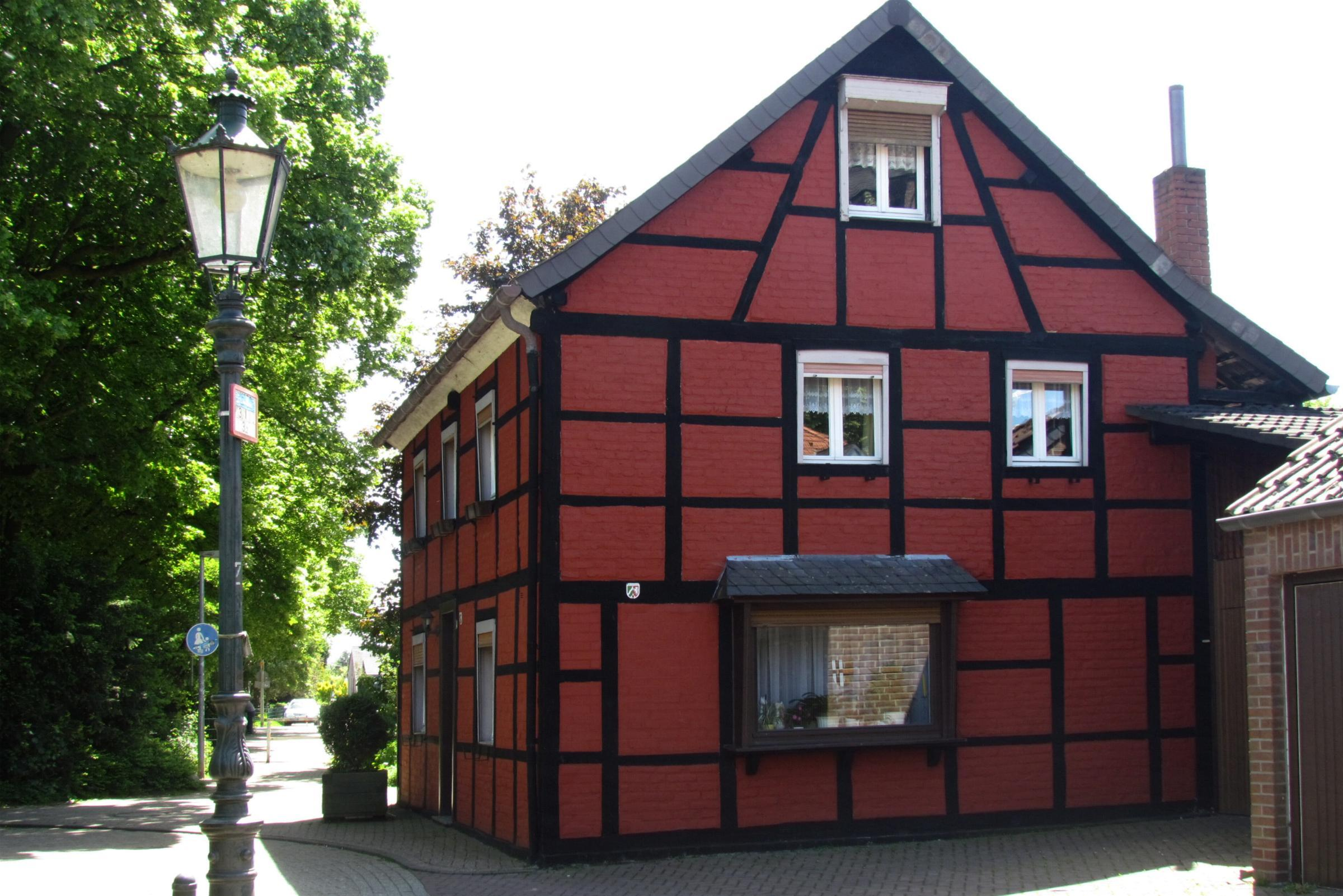
Fachwerkhaus

Das Fachwerkwohnhaus Adolf-Kolping-Straße 4 steht in Korschenbroich  im Rhein-Kreis Neuss in Nordrhein-Westfalen.
Das Gebäude wurde im 18. Jahrhundert erbaut und unter Nr. 089 am 3. Juni 1986 in die Liste der Baudenkmäler in Korschenbroich eingetragen.

## Architektur
Es handelt sich um ein zweigeschossiges, traufenständiges, Fachwerkwohnhaus, das z. Zt. rot verputzt ist. Das Haus wurde teilweise stark verändert. Es handelt sich hier um eines der wohl ältesten noch erhaltenen Fachwerkhäuser im Ortskern von Korschenbroich. Durch seine dominierende Lage im Ortskern und der unmittelbaren Nähe der Kirche sind sowohl städtebauliche als auch ortsgeschichtliche Aspekte für die Erhaltung maßgebend.